# Liste der Kulturdenkmäler in Erden (Mosel)
In der Liste der Kulturdenkmäler in Erden sind alle Kulturdenkmäler der rheinland-pfälzischen Ortsgemeinde Erden aufgeführt. Grundlage ist die Denkmalliste des Landes Rheinland-Pfalz (Stand: 10. August 2023).

## Denkmalzonen
| Bezeichnung          | Lage                                                                                     | Baujahr                 | Beschreibung | Bild            |
| -------------------- | ---------------------------------------------------------------------------------------- | ----------------------- | --- | --------------- |
| Denkmalzone Ortskern | Hauptstraße 28–34 (alle Nummern), 39, 43 sowie Paulinerstraße 4–10 (gerade Nummern) Lage | 17. und 18. Jahrhundert | In einem kleinen Teil des historischen Ortskerns östlich der Kirche ist die historische Bausubstanz, vor allem des 17. und 18. Jahrhunderts, in großer Dichte erhalten. | Fotos hochladen |

## Einzeldenkmäler
| Bezeichnung                      | Lage                                                    | Baujahr                           | Beschreibung | Bild                           |
| -------------------------------- | ------------------------------------------------------- | --------------------------------- | --- | ------------------------------ |
| Bahnhof Erden                    | Am Moselufer 1 Lage                                     | um 1900                           | ehemaliger Bahnhof der Moseltalbahn; langgestreckter eingeschossiger Fachwerkbau, um 1900                                        | Fotos hochladen                |
| Heiligenhäuschen                 | Brückenstraße, bei Nr. 2 Lage                           | 18. Jahrhundert                   | Ecce-Homo-Relief, 18. Jahrhundert (?)                                                                                            | BW                             |
| Heiligenhäuschen                 | Brückenstraße, bei Nr. 5 Lage                           | 18. oder 19. Jahrhundert          | rund geschlossener Mauerblock, 18. oder 19. Jahrhundert; jüngere Pietà                                                           | BW                             |
| Wohnhaus                         | Fährstraße 6 Lage                                       | 17. Jahrhundert                   | Mansarddachbau, 19. oder 20. Jahrhundert, teilweise Fachwerk, im Kern wohl spätestens aus dem 17. Jahrhundert                    | Fotos hochladen                |
| Wohnhaus                         | Fährstraße 7 Lage                                       | 18. Jahrhundert                   | Fachwerkhaus, teilweise massiv, 18. Jahrhundert                                                                                  | BW                             |
| Kriegerdenkmal                   | Hauptstraße Lage                                        | 1920er oder 1930er Jahre          | Kriegerdenkmal 1914/18, Rundtempel                                                                                               | Fotos hochladen                |
| Wohnhaus                         | Hauptstraße 10 Lage                                     | um 1900                           | Bruchsteinbau, Neurenaissance, um 1900                                                                                           | Fotos hochladen                |
| Wohnhaus                         | Hauptstraße 16 Lage                                     | erste Hälfte des 17. Jahrhunderts | Fachwerkhaus, teilweise massiv oder verschiefert, verputzt, wohl aus der ersten Hälfte des 17. oder noch aus dem 16. Jahrhundert | Fotos hochladen                |
| Wohnhaus                         | Hauptstraße 18 Lage                                     | 16. oder 17. Jahrhundert          | Fachwerkhaus, teilweise massiv, verputzt, wohl aus dem 17. und 18. Jahrhundert, im Kern aus dem 16. oder 17. Jahrhundert         | Fotos hochladen                |
| Wohnhaus                         | Hauptstraße 29/31 Lage                                  | 1661                              | Fachwerkhaus, teilweise massiv, bezeichnet 1661                                                                                  | Fotos hochladen                |
| Wohnhaus                         | Hauptstraße 30 Lage                                     | 1707                              | Fachwerkhaus, teilweise massiv, Mansarddach, bezeichnet 1707                                                                     | Fotos hochladen                |
| Wohnhaus                         | Hauptstraße 32 Lage                                     | 1720                              | langgestrecktes Fachwerkhaus, teilweise massiv, bezeichnet 1720                                                                  | Fotos hochladen                |
| Wohnhaus                         | Hauptstraße 34 Lage                                     | 1679                              | Fachwerkhaus, teilweise massiv, bezeichnet 1679                                                                                  | Fotos hochladen                |
| Katholische Pfarrkirche St. Anna | Hauptstraße 45 Lage                                     | 1718–20                           | Saalbau 1718–20, Bruchsteinturm 1869                                                                                             | weitere Bilder Fotos hochladen |
| Wohnhaus                         | Zur Kapelle 5 Lage                                      | 1823                              | 1823 | BW                             |
| Fährhäuschen                     | nördlich des Ortes am gegenüberliegenden Moselufer Lage |                                   | ehemaliges Fährhäuschen; in den Fels eingelassener verputzter Bruchsteinbau                                                      | BW                             |
| Wegekapelle                      | südlich des Ortes oberhalb der Weinberge Lage           | 1922/23                           | Wegekapelle als Kriegerdenkmal 1914/18; kleiner Bruchsteinsaal, 1922/23, Ausmalung 1927; Kriegerdenkmal 1870/71, Obelisk         | BW                             |